# Philippa Bulgin

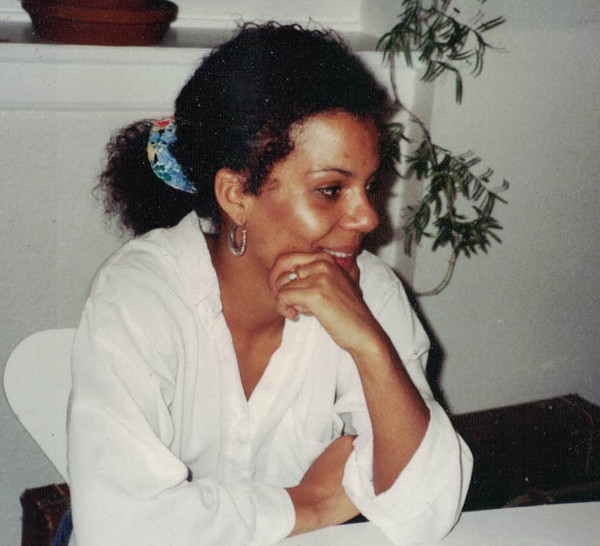
Philippa Bulgin (1992)

Philippa Therese Holme Bulgin (* 6. Mai 1967; † 22. März 1994 in Kopenhagen) war eine dänische Sängerin, die als Leadsängerin von Danser med Drenge bekannt wurde.

## Leben
Philippa Bulgin wuchs in Kopenhagen als Tochter einer dänischen Mutter, Mia Holme, und eines jamaikanischen Vaters, des Gitarristen und Sängers Arthur Louis Bulgin, auf. Philippa begann schon als Kind zu singen und Klavier zu spielen.
Bulgin war Sängerin in einer Reihe von Amateurbands, bevor Klaus Kjellerup sie 1989 auf Empfehlung von Anne Dorte Michelsen in seine achtköpfige Klaus Kjellerup Band aufnahm. Die Band wurde 1991 aufgelöst und Bulgin und Kjellerup gründeten daraufhin 1991 „Danser med Drenge“. Hier hatte sie ihren Durchbruch. Das Debütalbum „Danser med Drenge“ war 1993 das viertbestverkaufte Album des Jahres und verkaufte sich insgesamt über 270.000 Mal. Philippa Bulgin liefert den gesamten Gesang auf dem Album, darunter die Hits „Aldrig undvære dig“, „Kolde hjerter“, „Grib chancen“ und „Hvor længe vil du ydmyge dig?“.
Im September 1993, kurz bevor die Gruppe auf ihre erste Tournee gehen sollte, wurde bei Bulgin Unterleibskrebs diagnostiziert und sie unterzog sich einer Operation. Die Tournee wurde um drei Wochen verschoben. Trotz der Operation war die Tournee ein großer Erfolg, die Konzerte im ganzen Land waren ausverkauft. Um die Jahreswende 1993/94 trat die Krankheit erneut auf und Bulgin wurde mitgeteilt, dass sie unheilbar krank sei. Die Gruppe sagte daraufhin eine weitere geplante Tournee ab und begann mit den Aufnahmen für ein neues Album. Bulgin hatte jedoch keine Zeit mehr, weitere Lieder aufzunehmen. Einige Wochen nach Neujahr wurde sie erneut ins Krankenhaus eingeliefert. Kurz vor ihrem Tod gab sie der Band bekannt, dass sie sich zurückziehen würde. Sie starb am 22. März 1994 im Rigshospitalet im Alter von nur 26 Jahren.
Philippa Bulgin ist auf „Holmens Kirkegård“ in Kopenhagen begraben.

## Nach ihrem Tod
Nach ihrem Tod veröffentlichten Danser med Drenge mehrere Lieder mit ihr, die nicht auf dem Debütalbum der Band von 1993 erschienen waren, darunter das Lied „C'est la vie“, das auf den beiden Kompilationsalben der Band, Popsamling aus dem Jahr 2000 und „Vores Bedste“ aus dem Jahr 2006, enthalten ist.
Bulgins Rolle als Leadsängerin wurde Ende 1994 von Rie Rasmussen übernommen, und die Gruppe widmete Bulgin das folgende Album „Så længe vi er her til“. Der Song „Er der nogen i himlen?“ wurde nach Angaben seines Autors Klaus Kjellerup für Philippa Bulgin geschrieben.
Zuletzt veröffentlichte Klaus Kjellerup im Jahr 2020 ein Mini-Album, „Klaus Kjellerup feat. Philippa Bulgin: Mixtape - demoer fra 90'erne“, das vier bisher unveröffentlichte Aufnahmen mit Philippa Bulgin aus der Zeit vor der Gründung von Danser med Drenge enthält. Das Album ist frei zugänglich veröffentlicht.